# 人民動員
人民動員（阿拉伯语：‎）是一個得到伊朗支持的伊拉克民兵团体联盟，初期由約40個民兵團體（幾乎全是什葉派）組成。该组织成立於2014年6月，是為了抗擊伊斯蘭國而组建，隸屬於伊拉克內政部的「人民動員委員會」。
在伊斯蘭國崛起後，由於當時的伊拉克政府軍普遍缺乏戰意，無力獨自抗擊伊斯蘭國，「人民動員」成為伊拉克政府倚賴的一支重要地面武裝力量。另一方面，「人民動員」被指與伊朗關係密切，接受伊朗軍事顧問訓練甚至由他們指揮。伊拉克的遜尼派普遍對什葉派的「人民動員」有疑慮，不大願意讓他們進駐遜尼派地區。
據2016年報道，伊拉克政府每年向民兵組織提供約14億美元經費。2016年12月19日，伊拉克總統福阿德·马苏姆批准一項把「人民動員」納入國家武裝部隊的法律，該法律已於11月在議會獲得通過。2018年3月，伊拉克總理海德尔·阿巴迪宣佈將「人民動員」收編入安全部隊，受國防部管轄。

## 成立
伊斯蘭國於2014年6月10日攻佔摩蘇爾後，伊拉克什葉派大阿亞圖拉阿里·西斯塔尼於6月13日發佈教令，呼籲信眾保衛什葉派聖地和巴格達，以及加入反攻伊斯蘭國。他的呼籲得到許多什葉派教徒響應，「人民動員」隨後成立。
「人民動員」的出現，據報使戰場形勢有了基本轉變，削弱伊斯蘭國在游擊戰和心理戰方面的優勢。

## 成員
至今未有「人民動員」兵力的官方數字公佈，對於總人數的估計，少則6萬至9萬人，多則有10萬至12萬人（2015年初），包括1000至3000名遜尼派戰士。由伊拉克基督教徒組成的「巴比倫旅」也是「人民動員」成員之一。

## 武器裝備
伊拉克政府被指把美國提供的武器裝備轉發給「人民動員」，此外伊朗也被指是「人民動員」的主要武器供應者。據報伊朗在2014年向伊拉克出售了價值近100億美元的武器和設備。除此之外，伊朗也持續向伊拉克提供伊朗武器，包括伊朗製的反坦克炮和迫擊炮。
2015年5月，美國開始向伊拉克政府付運約值16億美元的軍備。據報已運抵的武器大多落入「人民動員」手上。

## 參與戰役
比較重要的有2015年3月的收復提克里特之戰。
2015年4月6日，伊拉克總理海德尔·阿巴迪表示「人民動員」不會參與收復摩蘇爾的行動。不過到2016年10月摩蘇爾之戰開始後，「人民動員」於10月29日派出5,000名民兵在摩蘇爾以西攻擊伊斯蘭國。「人民動員」表示他們不會進入以遜尼派居民為主的摩蘇爾城內。
「人民動員」參與了2016年的收復費盧杰行動，在費盧杰外圍作戰支援政府軍攻勢，為免引起遜尼派不安，「人民動員」表示不會參與攻城戰。
2017年10月，「人民動員」參與伊拉克政府從佩什梅格手上奪回基爾庫克的軍事行動。

## 批評和指控
一些「人民動員」的民兵被指控出於教派報復的原因而犯下戰爭罪行，包括綁架、折磨和殺害遜尼派平民。在提克里特的民兵被指犯下若干暴行。伊拉克當局在收復提克里特後，表示將會對戰爭罪行指控展開調查，並懲處犯事者。